# Daewoo Prince
Daewoo Prince – samochód osobowy klasy wyższej produkowany pod południowokoreańską marką Daewoo w latach 1991–1997.

## Historia i opis modelu

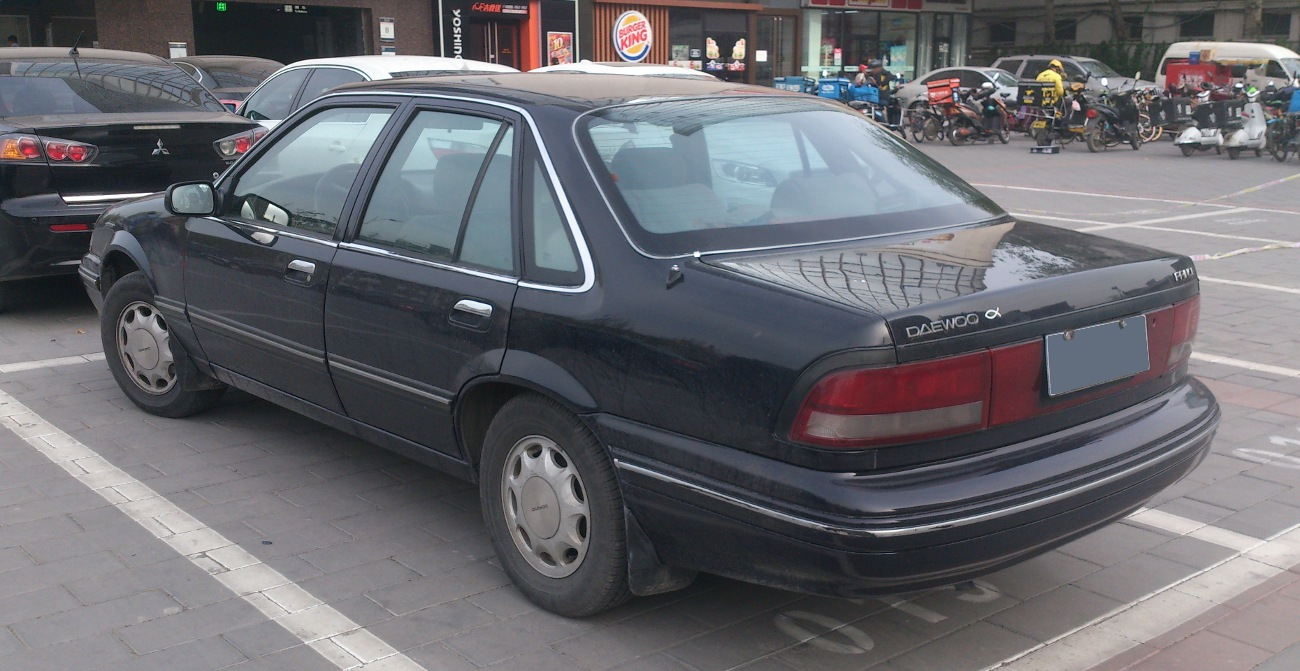
Daewoo Prince - tył

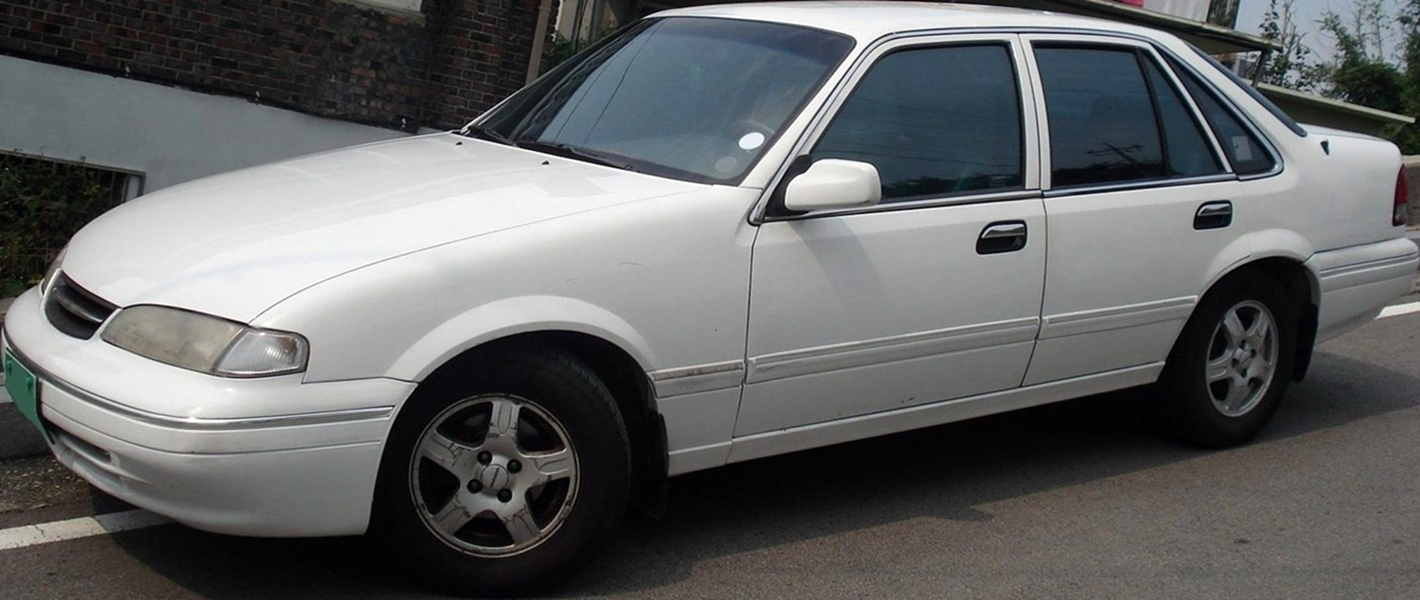
Daewoo Prince po liftingu

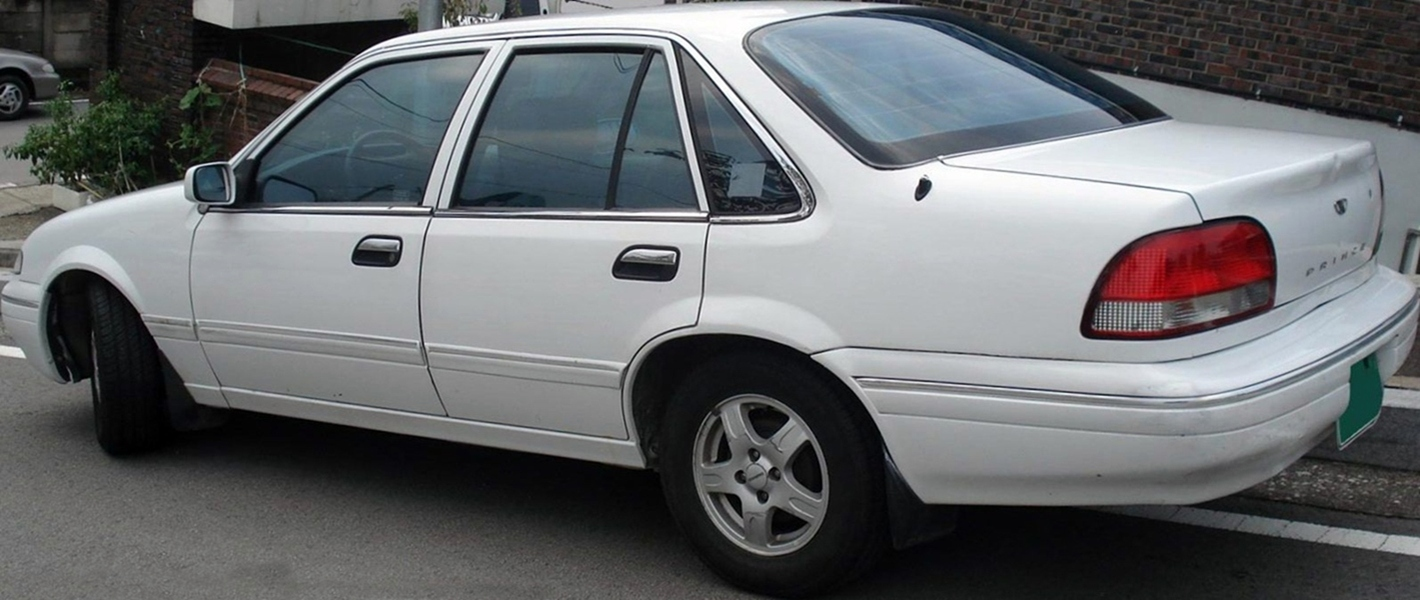
Daewoo Prince - tył po liftingu

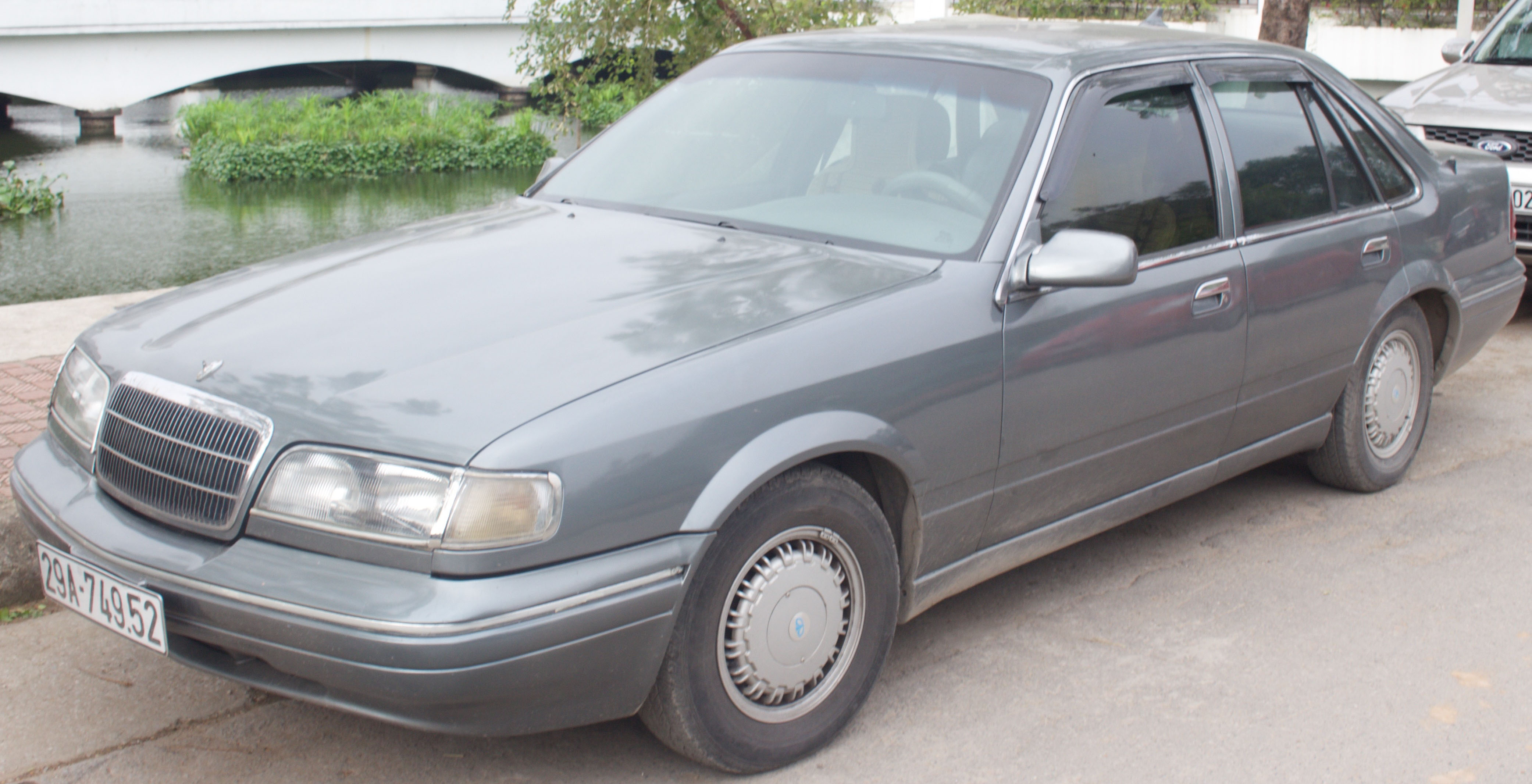
Daewoo Super Salon

Daewoo Prince trafił do sprzedaży z przeznaczeniem na wewnętrzny rynek Korei Południowej w 1991 roku jako głęboko zmodernizowany poprzednik, Royale. W stosunku do niego samochód otrzymał zrestylizowany wygląd przedniej i tylnej części nadwozia, która stała się bardziej zaokrąglona. Reflektory wyróżniały się wąskim, podłużnym kształtem, z kolei tylne lampy łączył odblaskowy pasek poprowadzony przez całą szerokość klapy.
Podobnie jak poprzednik, także i Daewoo Prince opierał się na tylnonapędowym Oplu Rekordzie, dzieląc z nim linię okien, kształt drzwi i obrys deski rozdzielczej. Samochód napędzany był przez trzy różne czterocylindrowe silniki benzynowe o pojemnościach 1,8 oraz 2,0 l, które zapożyczone były od Opla.

### Lifting
W 1994 roku Daewoo Prince przeszedł restylizację nadwozia, która przyniosła zmodyfikowany wygląd zderzaków, a także inną atrapę chłodnicy. Największe zmiany zaszły w tylnej części nadwozia, gdzie zniknęło odblaskowe łączenie na rzecz lakierowanego panelu. Lampy zyskały inny układ żarówek i wypełnienie, z kolei tablica rejestracyjna została przeniesiona na zderzak.

### Warianty
Poza podstawowym wariantem Prince, topowa limuzyna Daewoo była oferowana także w dwóch bardziej luksusowych wariantach. Zarówno wariant Daewoo Brougham, jak i najdroższy Daewoo Super Salon charakteryzowały się inną stylistyką przedniego pasa, z większymi i masywniejszymi reflektorami. Nadwozie przyozdobiono także większą liczbą chromowanych akcentów.

### Silniki
- R4 1.8l OHC
- R4 2.0l OHC
- R4 2.0l DOHC